# Chiesa di Santa Maria della Pace (Vigevano)
La chiesa di San Giovanni, nota anche come chiesa di Santa Maria della Pace, era un edificio religioso sito a Vigevano.

## Storia
L'11 agosto 1555 il Consiglio Generale vigevanese ordinò di edificare una chiesa nei boschi della Braghettona, nei pressi di un ben conservato dipinto della Madonna presente sul muro di una cascina abbandonata. Il terreno fu quindi ceduto nel 1557. Il 16 aprile 1559, in seguito alla riconciliazione tra Filippo d'Austria e il re di Francia di allora avvenuta il 25 marzo precedente, questa chiesa fu aperta al culto con una funzione di ringraziamento, con presenza di buona parte del popolo vigevanese. Per questo motivo, monsignor Maurizio Pietra, secondo vescovo di Vigevano, intitolò l'edificio a Santa Maria della Pace e fissò come giorno festivo il 25 marzo di ogni anno. Successivamente la sua intitolazione cambiò in San Giovanni, essendo presente un altare minore dedicato al santo.
Sebbene lontana dalla città, era una delle più artistiche e più frequentate chiese della campagna vigevanese. Qui si festeggiavano le ricorrenze storiche, in nome della pace tra i popoli. Fu visitata anche da San Carlo Borromeo e San Luigi Gonzaga vi si rifugiò quando scampò al naufragio nel Ticino del 1580.
La chiesa era in un elegante stile classico barocco a colori. La facciata era di ordine toscano ed era separata tramite quattro pilastri reggenti la trabeazione con mensole e dentelli in terracotta che decoravano tutta la parte esterna della chiesa. Aveva una sola navata e quattro cappelle. Nel 1736 fu dipinta.
Nel 1802 fu venduta e nel 1810 fu soppressa. Divenuta di proprietà privata, non curata, fu utilizzata addirittura come ricovero per i bovini malati di afta, per i cavalli affetti da morva e dai fratelli Massoni come deposito di legna. Nel 1919 fu abbattuta e il materiale ricavato venne utilizzato per nuove costruzioni nel primo dopoguerra.